# Epidemia dżumy w Wiedniu (1679)

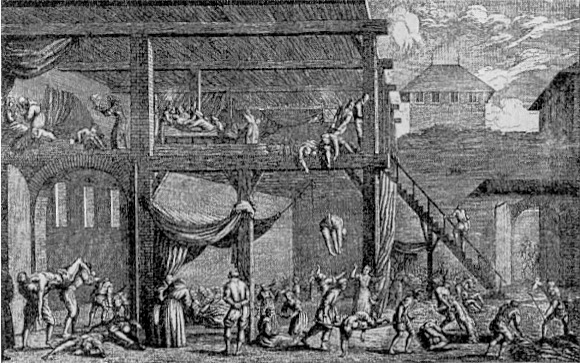
Szpital podczas dżumy w Wiedniu w 1679 roku

Epidemia dżumy w Wiedniu (1679) – nabrała rozmiaru pandemii, prawdopodobnie ofiarą padło około 76 tysięcy osób. 
Epidemia wywołana została przez bakterię Yersinia pestis, którą przenosiły pchły znajdujące się na czarnych szczurach. Przyczyną rozprzestrzeniania się choroby było również brak higieny oraz gęsta zabudowa miasta. Do Wiednia, w którym krzyżowały się drogi handlowe, przybywało wtedy wielu podróżnych, głównie w celach handlowych, którzy mogli przynieść bakterię do miasta. 

## Lieber Augustin

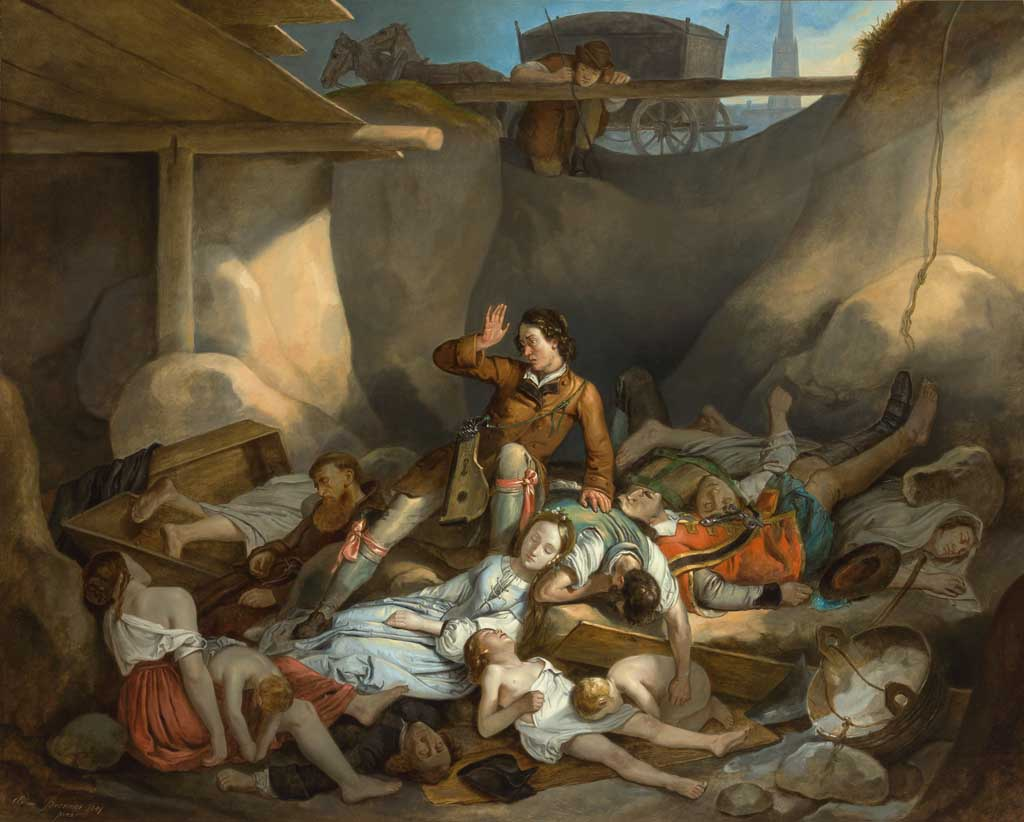
Dobry Augustyn budzi się w zbiorowej mogile - obraz Adama Brennera (1841)

Epidemia 1679 roku przyczyniła się do legendy o dobrym Augustynie (Lieber Augustin). Augustyn był ulicznym muzykantem, który, jak głosi legenda, pewnej nocy w stanie upojenia alkoholowego wpadł do rynsztoka, po czym trafił do zbiorowej mogiły z ciałami ofiar epidemii. Augustyn nie zaraził się chorobą, co przypisano zbawiennemu wpływowi alkoholu w jego organizmie.
Do dzisiaj Augustyn wspominany jest w ludowej przyśpiewce Oh du lieber Augustin.